# Megachile biseta
Megachile biseta är en biart som beskrevs av Joseph Vachal 1903. Megachile biseta ingår i släktet tapetserarbin, och familjen buksamlarbin. Inga underarter finns listade i Catalogue of Life.